# Caro (Morbihan)
Caro település Franciaországban, Morbihan megyében. Lakosainak száma 1132 fő (2022. január 1.). Caro Augan, Réminiac, Ruffiac, Missiriac, Saint-Marcel, Saint-Abraham, Ploërmel és Val-d'Oust községekkel határos.

## Népesség
A település népességének változása:
| Lakosok száma | 1259 | 1087 | 1053 | 1129 | 1196 | 1178 | 1151 | 1149 | 1143 | 1132 |
|               | 1968 | 1982 | 1990 | 2006 | 2013 | 2015 | 2017 | 2019 | 2020 | 2022 |